# César Castaño Fernández
César Castaño Fernández est un karatéka espagnol connu pour avoir remporté le titre de champion du monde en kumite individuel masculin moins de 65 kilos aux championnats du monde de karaté 2006 à Tampere, en Finlande.

## Palmarès
- 2006 :  médaille d'or en kumite individuel masculin moins de 65 kilos aux championnats du monde de karaté 2006 à Tampere, en Finlande[1].